# Why Me? Why Not.
Albums de Liam Gallagher
As You Were
(2017)
Singles
1. Shockwave
Sortie : 6 juin 2019
2. Once
Sortie : 26 juillet 2019
3. One of Us
Sortie : 16 août 2019

Why me? Why Not. est le deuxième album studio solo de l'auteur-compositeur-interprète anglais Liam Gallagher, sorti le 20 septembre 2019 chez Warner Records.
Annoncé le 12 juin 2019, l’album présente un ton rock et dur, semblable à celui de Dig Out Your Soul d'Oasis sorti en 2008. Les chansons Shockwave et The River ont été présentées en avant-première. Shockwave est devenu le single le plus vendu en vinyle en 2019 et a atteint la première place en Écosse, devenant ainsi le premier single de Gallagher à atteindre le sommet des charts.

## Contexte et enregistrement
Gallagher a commencé à travailler sur son deuxième album en avril 2018. Il a voulu à nouveau collaborer avec les producteurs Greg Kurstin et Andrew Wyatt, qui avaient déjà prit part au premier album As You Were (2017).
Le titre de l'album provient de deux dessins de John Lennon : le premier dessin intitulé Why Me? a été acheté par Gallagher lors d'une exposition d'art consacrée à John Lennon à Munich en 1997, et le second intitulé Why Not a été donné à Gallagher par Yoko Ono, la veuve de Lennon.
Gallagher a donné un concert acoustique pour l'émission MTV Unplugged à l'hôtel de ville de Hull le 3 août 2019, interprétant des classiques d'Oasis ainsi que ses chansons en solo. Once a été interprétée pour la première fois en live et de nouvelles chansons, telles que One of Us, Now That I've Found You, Why Me? Why Not et Gone ont été jouées en public pour la première fois. L'ancien guitariste d'Oasis Paul "Bonehead" Arthurs a également rejoint la scène vers la fin du spectacle.

## Liste des titres
| No  | Titre                   | Auteur                                     | Durée |
| --- | ----------------------- | ------------------------------------------ | ----- |
| 1.  | Shockwave               | Liam Gallagher, Greg Kurstin, Andrew Wyatt | 3:31  |
| 2.  | One of Us               | Gallagher, Damon McMahon, Wyatt            | 3:25  |
| 3.  | Once                    | Gallagher, Wyatt                           | 3:33  |
| 4.  | Now That I've Found You | Gallagher, Simon Aldred                    | 3:20  |
| 5.  | Halo                    | Gallagher, Kurstin, Wyatt                  | 3:58  |
| 6.  | Why Me? Why Not.        | Gallagher, Aldred                          | 3:38  |
| 7.  | Be Still                | Gallagher, Kurstin, Wyatt                  | 2:59  |
| 8.  | Alright Now             | Gallagher, McMahon, Wyatt                  | 3:47  |
| 9.  | Meadow                  | Gallagher, Kurstin, Wyatt                  | 4:05  |
| 10. | The River               | Gallagher, Wyatt                           | 3:26  |
| 11. | Gone                    | Gallagher, Michael Tighe, Wyatt            | 3:45  |

| 12. | Invisible Sun         | Gallagher, Wyatt                         | 3:35 |
| 13. | Misunderstood         | Gallagher, Aldred                        | 4:16 |
| 14. | Glimmer               | Gallagher, Tighe, Wyatt, Constantin Veis | 3:41 |
| 15. | Once (démo originale) | Gallagher, Wyatt                         | 3:50 |

## Classements hebdomadaires
| Classement (2019)                  | Meilleure place |
| ---------------------------------- | --------------- |
| Allemagne (Media Control AG)       | 3               |
| Australie (ARIA)                   | 7               |
| Autriche (Ö3 Austria Top 40)       | 15              |
| Belgique (Flandre Ultratop)        | 8               |
| Belgique (Wallonie Ultratop)       | 11              |
| Canada (Canadian Album)            | 50              |
| Écosse (OCC)                       | 1               |
| Espagne (Promusicae)               | 8               |
| Finlande (Suomen virallinen lista) | 14              |
| Irlande (IRMA)                     | 2               |
| Italie (FIMI)                      | 5               |
| Nouvelle-Zélande (RIANZ)           | 34              |
| Pays-Bas (Mega Album Top 100)      | 20              |
| Portugal (AFP)                     | 19              |
| Royaume-Uni (UK Albums Chart)      | 1               |
| Suède (Sverigetopplistan)          | 55              |
| Suisse (Schweizer Hitparade)       | 6               |

## Certifications
| Pays        | Certifications |
| ----------- | -------------- |
| Royaume-Uni | Or             |